# Eli Wallach
Eli Herschel Wallach, más conocido como Eli Wallach (Brooklyn, Nueva York, 7 de diciembre de 1915 - Manhattan, Nueva York, 24 de junio de 2014) fue un actor estadounidense de origen judío. Participó en películas como El bueno, el feo y el malo, de Sergio Leone, y en otros wésterns emblemáticos. Continuó trabajando hasta los 95 años y, además del Óscar Honorífico que recibió a esa edad, ganó un premio Bafta (nuevo actor prometedor para papeles estelares, película Baby Doll, 1956), un Tony (mejor actor de reparto, 1951, The Rose Tattoo) y un Emmy (1966–1967, película para televisión The Poppy is Also a Flower).

## Biografía

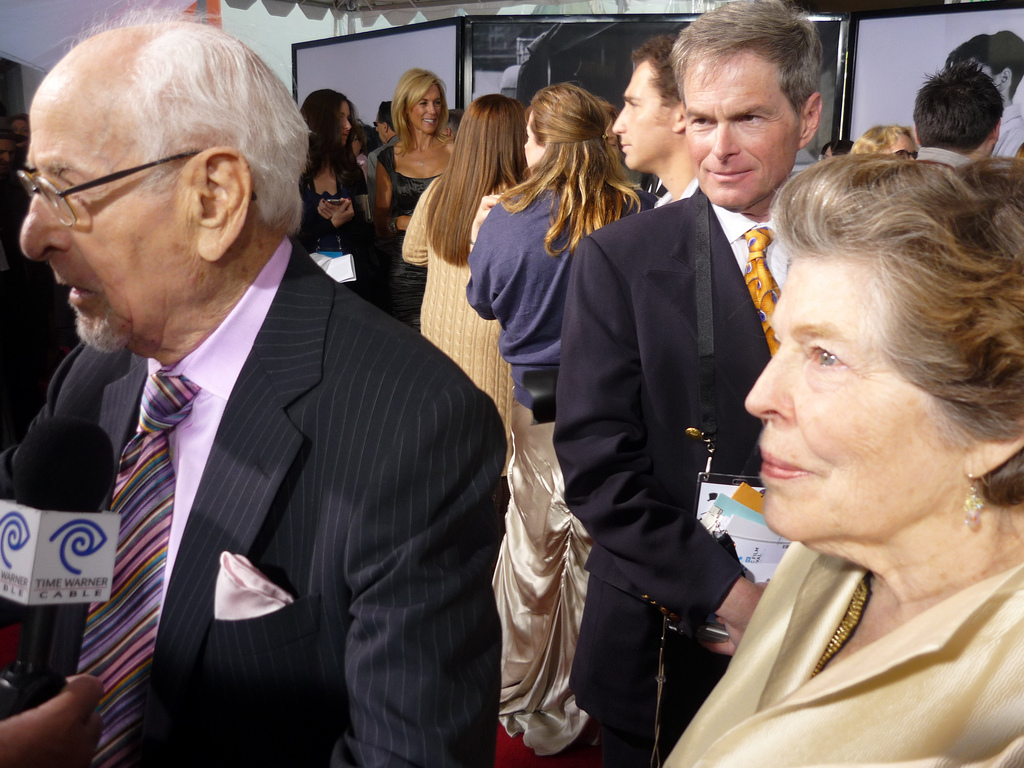
Wallach con su esposa en 2010.

Eli Herschel Wallach nació el 7 de diciembre de 1915 en el 156 de Union Street en Red Hook, Brooklyn, hijo de los inmigrantes judíos polacos Bertha y Abraham (Schorr) Wallach de Przemyśl. Tenía un hermano y dos hermanas. Él y su familia eran uno de los pocos judíos en un barrio por lo demás italoestadounidense. Sus padres eran propietarios de la tienda de golosinas Bertha's Candy Store. Wallach se licenció en Historia en 1936 en la Universidad de Texas. En una entrevista posterior, Wallach dijo que aprendió a montar a caballo durante su estancia en Texas, y explicó que le gustaba Texas porque "me abrió los ojos a la palabra amistad... Podías confiar en la gente. Si te daban su palabra, eso era todo... Fue una educación".
Dos años más tarde, obtuvo un máster en educación por el City College de Nueva York. Su primera experiencia con el método de interpretación la adquirió en la Neighborhood Playhouse School of the Theatre de Nueva York, donde estudió con Sanford Meisner. Según Wallach, allí se obligaba a los actores a "desaprender" todos sus gestos físicos y vocales, y se eliminaban de sus clases la etiqueta escénica tradicional y la forma de cantar.
La educación de Wallach se vio interrumpida cuando fue reclutado por el ejército de los Estados Unidos en 1940.Fue licenciado como capitán al finalizar la guerra en 1945. Recibió la Medalla de Buena Conducta del Ejército, la Medalla al Servicio de Defensa Estadounidense, la Medalla de la Campaña Estadounidense, la Medalla de la Campaña en Asia-Pacífico, la Medalla de la Campaña en Europa, África y Oriente Medio y la Medalla de la Victoria de la Segunda Guerra Mundial.

## Trayectoria
Wallach tomó clases de interpretación en el Dramatic Workshop de la New School de Nueva York con el influyente director alemán Erwin Piscator. Más tarde se convirtió en miembro fundador del Actors Studio, impartido por Lee Strasberg. Allí estudió más técnicas de interpretación con el miembro fundador Robert Lewis y con otros alumnos como Marlon Brando, Montgomery Clift, Herbert Berghof, Sidney Lumet y su futura esposa, Anne Jackson.
Dentro de su vasta carrera, que abarcó más de medio siglo, se pueden mencionar las películas ya clásicas Baby Doll (1956) de Elia Kazan, Los siete magníficos de John Sturges, Lord Jim de Richard Brooks, Vidas rebeldes (1960) de John Huston (junto a Clark Gable, Marilyn Monroe y Montgomery Clift), y las superproducciones La conquista del Oeste (1962) y Genghis Khan (1965).
También destaca el éxito Il buono, il brutto, il cattivo (El bueno, el feo y el malo) de Sergio Leone (interpretando a Tuco, su personaje más recordado) y El oro de Mackena.
En su vejez siguió participando en películas muy conocidas: El padrino III (1990) de Francis Ford Coppola, Two Much de Fernando Trueba, Mystic River de Clint Eastwood, el filme colectivo NY, I Love You (2009), The Ghost Writer de Roman Polanski y Wall Street 2: El dinero nunca duerme (2010) de Oliver Stone.
En teatro intervino en montajes tan destacables como el estreno de La rosa tatuada de Tennessee Williams, en Broadway en 1951 o El precio (1992), de Arthur Miller.
En 2010 se le concedió el Óscar honorífico.

## Filmografía
- 1956: Baby Doll (de Elia Kazan)
- 1958: Contrabando (de Don Siegel)

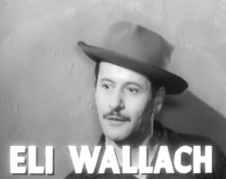
Presentación del actor en el reclamo de la película de 1956 Baby Doll.

- 1960: Siete ladrones (de Henry Hathaway)
- 1960: Los siete magníficos (de John Sturges)
- 1961: Vidas rebeldes (de John Huston)
- 1962: La conquista del oeste (de George Marshall)
- 1965: Lord Jim (de Richard Brooks)
- 1965: Genghis Khan (de Henry Levin)
- 1966: Il buono, il brutto, il cattivo (El bueno, el feo y el malo o El bueno, el malo y el feo) (de Sergio Leone)
- 1966: How to Steal a Million (Cómo robar un millón, de William Wyler)
- 1968: Sindicato de asesinos (de David Lowell Rich)
- 1968: Los cuatro truhanes (de Giuseppe Colizzi)
- 1969: El oro de Mackenna (de J. Lee Thompson)
- 1969: The Brain (de Gérard Oury)
- 1973: Permiso para amar hasta medianoche (de Mark Rydell)
- 1975: El blanco, el amarillo y el negro (de Sergio Corbucci)
- 1977: De presidio a primera página (de Stanley Kramer)
- 1977: Abismo (de Peter Yates)
- 1978: Movie, Movie (de Stanley Donen)
- 1979: El poder del fuego (de Michael Winner)
- 1979: Muertes de invierno (de William Richert)
- 1980: La salamandra roja (de Peter Zinner)
- 1980: Cazador a sueldo (de Buzz Kulik)
- 1980: Sobre ascuas (de Paul Krasny)
- 1982: El muro (de Robert Markowitz)
- 1984: Sam's Son (El hijo de Sam, de Michael Landon)
- 1985: Murder: By Reason of Insanity (de Anthony Page)
- 1985: Embassy (de Robert Michael Lewis)
- 1986: Amor a los 40 (de Glenn Jordan)
- 1986: Otra ciudad, otra ley (de Jeff Kanew)
- 1987: Loca (de Martin Ritt)
- 1987: El espía imposible (de Jim Goddard)
- 1990: The Two Jakes (de Jack Nicholson)
- 1990: El padrino III (de Francis Ford Coppola)
- 1992: Justicia y deshonor (de Bradford May)
- 1992: Article 99 (Paro clínico, de Howard Deutch)
- 1992: La noche y la ciudad (de Irwin Winkler)
- 1992: Gente de Sunset Boulevard (de Barry Primus)
- 1993: La novia de la venganza II (de Ralph Thomas)
- 1994: Honey Sweet Love (de Enrico Coletti)
- 1995: Two Much (de Fernando Trueba)
- 1996: The Associate (de Donald Petrie)
- 2000: Más que amigos (de Edward Norton)
- 2003: Mystic River (de Clint Eastwood)
- 2004: King of the Corner (de Peter Riegert)
- 2004: La aventura del huevo de Pascua (de John Michael Williams)
- 2005: The Moon and the Son: An Imagined Conversation (de John Canemaker)
- 2006: The Holiday (de Nancy Meyers)
- 2007: The Hoax (de Lasse Hallström)
- 2007: Mama's Boy (de Tim Hamilton)
- 2008: Vote and Die: Liszt for President (de Mark Mitchell)
- 2008: The Toe Tactic (de Emily Hubley)
- 2009: Tickling Leo (de Jeremy Davidson)
- 2010: New York, I Love You (de Fatih Akın)
- 2010: The Ghost Writer (de Roman Polanski)
- 2010: Wall Street 2: El dinero nunca duerme (de Oliver Stone)
- 2015: The Train (de Asher Grodman)

## Premios y reconocimientos
Premios Óscar
| Año  | Categoría        | Resultado |
| ---- | ---------------- | --------- |
| 2011 | Óscar honorífico | Ganador   |

Globos de Oro
| Año  | Categoría              | Película  | Resultado |
| ---- | ---------------------- | --------- | --------- |
| 1956 | Mejor Actor de Reparto | Baby Doll | Candidato |